# Campohermoso (Almería)
Campohermoso es una localidad y pedanía española perteneciente al municipio de Níjar, en la provincia de Almería. Está situada en la parte nororiental de la comarca Metropolitana de Almería. Cerca de esta localidad se encuentran los núcleos de El Rodón, Vistabella, Torre del Campo, Pueblo Blanco, San Isidro de Níjar y Saladar y Leche.

## Geografía
Esta localidad se encuentra en el nordeste del municipio de Níjar y al sureste de la provincia de Almería. Cuenta con varios accesos desde la Autovía del Mediterráneo (A-7).
El municipio de Níjar está formado por distintos núcleos de población, de los cuales los más importantes son San Isidro y Campohermoso. Cabe destacar también la villa de Níjar por mantener la capitalidad del municipio y por sus cerámicas 'tradicionales'. 

## Demografía
Según el Instituto Nacional de Estadística de España, en el año 2023 Campohermoso contaba con 9833 habitantes censados, lo que representa el 29,93% de la población total del municipio. Se trata del núcleo más poblado de Níjar, casi triplica ndo la población de la villa de Níjar.

### Evolución de la población
| Gráfica de evolución demográfica de Campohermoso entre 2013 y 2023 |
|                                                                    |
| Datos según el nomenclátor publicado por el INE.                   |

## Historia
Campohermoso fue construido por el Instituto Nacional de Colonización, encargando el proyecto al arquitecto José Luis Fernández del Amo
Toponimia
- CampoHermoso. Alquería en la provincia de Almería, partido judicial de Sorbas, término jurisdiccional y á 1 legua de Níjar. Población de 40 vecinos, 175 almas" (Diccionario Geográfico Estadístico histórico por Pascual Madoz, 1845-55).
- Entre la casería de Los Garridos y la del Rodón, el Instituto Nacional de Colonización construyó a partir de 1958 las 88 viviendas que dieron origen al actual núcleo urbano de Campohermoso cuyo nombre es el mismo que el del marquesado fundado en 1790 y que fue obra del arquitecto José Luis Fernández del Amo.[2]

El topónimo de Casas Nuevas es una denominación popular actualmente en desuso.
Según  el Instituto Nacional de Colonización, Campohermoso es uno de los pueblos más grandes construidos por Colonización.

## Economía
Dedicado casi exclusivamente a la agricultura intensiva en invernaderos, se cultivan tomates, pimientos, sandías, melones, etc.
A 2 km de esta pedanía se encuentra el polígono industrial y comercial de La Granatilla, donde se ubica la Ciudad del Motor, el único centro comercial de automóviles de la provincia de Almería.
De forma bianual se celebra la Expo-Levante y Níjar-Caza, Feria Agrícola y Ganadera del Levante Almeriense donde se dan cita las empresas punteras del sector agrícola y ganadero a nivel nacional e internacional, al igual que la industria de la caza, también participan concesionarios de automóviles y maquinaria especializada al igual que las entidades bancarias e industria auxiliar, en los últimos años ha experimentado una gran expansión dado el crecimiento que experimenta la agricultura intensiva bajo plástico y el auge de la agricultura ecológica en la zona de Almería, la próxima exposición se celebrará en 2016.

## Feria y fiestas
Las fiestas locales son las mismas que las de Níjar a cuyo municipio pertenece. A saber: San Sebastián, el 20 de enero, y San Isidro, el 15 de mayo. La feria se celebra el primer fin de semana de agosto en honor a la patrona de su parroquia la Virgen de la Asunción. Aunque no se celebra oficialmente el día de San Antón (16 de enero) suele haber hogueras, petardos y "carretillas". Con carácter bianual se celebra en el Palacio de Congresos y Exposiciones la Feria de Levante y Nijarcaza. En los últimos años empezaron las procesiones de Semana Santa y el Belén Viviente condicionado por la falta de tradición y escasez de imágenes.

## Deportes
El equipo que representó al municipio de Níjar fue el Club Deportivo Comarca de Níjar que militó en la 3.ª División de fútbol, donde llegó a obtener un campeonato. Se formó con la unión de los equipos regionales de Níjar, Campohermoso y San Isidro, en 3.ª División, en el año 2000.